# PowerCore SunCruiser
Der PowerCore SunCruiser ist ein solar betriebenes Straßenfahrzeug der Hochschule Bochum, das an der World Solar Challenge 2013 teilgenommen hat. Der PowerCore SunCruiser ist das fünfte Fahrzeug der Hochschule Bochum und das zweite dieser fünf Solarfahrzeuge, das der EG-Fahrzeugklasse L7e entspricht und damit eine Straßenzulassung bekommen hat. Der Wagen wurde am 25. Juli 2013 der Öffentlichkeit präsentiert und bietet Platz für drei Personen Angetrieben wird der Wagen, der eine Höchstgeschwindigkeit von über 100 km/h erreicht, von zwei Radnabenmotoren in den Hinterrädern, deren maximale Leistung je 8,5 kW beträgt. Das Fahrzeugleergewicht liegt bei etwa 340 kg, wovon die Batterien rund 63 kg einnehmen. Mit einer Batterieladung beträgt die Reichweite ohne Sonneneinstrahlung 700 km bei einer gleichmäßigen Geschwindigkeit von 65 km/h. Die verwendeten Solarzellen sind Mehrschicht-Solarzellen mit einem Wirkungsgrad von 29,7 %. Die Leistung der 3 m² Solarzellen auf dem Dach beträgt 833 W. (Siehe auch Technisches Datenblatt!)

## Akkumulatoren
Bei den Akkumulatoren handelt es sich um 1316 Stück Lithium-Ionen-Akkumulatoren. Eingesetzt wird der Zellentyp NCR-18650B von Panasonic. Für die World Solar Challenge (Stand 2013) stehen 63 kg Akkugewicht zur Verfügung. Dabei wurde eine gespeicherte Energiemenge von 15,9 kWh bei Nennspannung von 100,8 V erreicht. Die Regeln der neu geschaffenen Cruiser-Klasse, in der der PowerCore SunCruiser an den Start geht, sehen vor, dass der Akkusatz an drei Orten auf der Strecke auch aus dem Netz aufgeladen werden darf.

## Solarzellen
Bei den Solarzellen handelt es sich um Tandem-Solarzellen bestehend aus Gallium-Arsenid. Auf dem Dach befinden sich 944 Zellen, die je eine Spannung von 2,28 V und einen Strom von 0,47 A liefern können. Der maximale Wirkungsgrad einer Zelle beträgt 29,7 %. Um diesen Wirkungsgrad zu erreichen, werden im Fahrzeug neun MPPTs (Maximum Power Point Tracker) eingesetzt. Die elektrische Gesamtleistung des Arrays liegt bei ca. 833 W.

## Motor
Beim Motor handelt es sich um eine Entwicklung der Hochschule Bochum. Die permanenterregte Synchronmaschine entwickelt ein maximales Drehmoment von 110 Nm und ein Nennmoment von 16 Nm.

## Rennen

### World Solar Challenge
Das Fahrzeug wurde speziell für die World Solar Challenge 2013 (WSC 2013) gebaut, die ab 6. Oktober 2013 in Australien stattfand. Es startete in der sogenannten „Cruiser-Klasse“, die nach einem Vorläufer-Modell aus Bochum – dem BOcruiser – benannt ist. Diese Klasse will den Aspekt der Alltagstauglichkeit bei der Entwicklung von Solarfahrzeugen in den Fokus bringen.
Erstmals erreichte ein Solarcar aus Bochum ohne Pannen das Ziel nach ca. 3.000 km durch das australische Outback und wurde am Ende Vizeweltmeister.
Die Hochschule Bochum berichtete in einem Tagebuch über die Rennteilnahme an der WSC 2013.

### European Solar Challenge
Vom 10. bis 12. Oktober 2014 nahm der PowerCore SunCruiser – gemeinsam mit dem Vorgängermodell und „Weltumrundler“ Solarworld GT – an der European Solar Challenge (ESC) teil. Diese fand im Belgischen Zolder auf der ehemaligen Formel 1 Rennstrecke statt. Dort erreichte der SunCruiser den ersten Platz und wurde somit Europameister 2014. Bei den vier Einzelkategorien gewann der Wagen das Langstreckenrennen über 9 Stunden und erreichte die zweitschnellste Runde.
Tagebucheinträge, Bildergalerien und Videos von der ESC 2014 finden sich auf den SolarCar-Webseiten der Hochschule Bochum.

## Das Team
Während des Rennens bestand das Team aus rund 30 Studentinnen und Studenten, die auch für den Bau des Fahrzeuges verantwortlich waren. Im Team beschäftigten sich einzelne Arbeitsgruppen mit der Elektrik, der Mechanik, der Strategie und der Organisation beim Wettbewerb.